# 장잔난
장잔난(중국어 간체자: 张展南; 1948년생)은 중화인민공화국 중국 인민해방군 해군의 퇴역 해군 중장이다. 그는 중국 인민해방군 해군 부사령관, 북해함대 사령관, 다롄 해군사관학교 교장을 역임했다.

## 경력
장잔난은 1948년 후난성 화룽현에서 태어나 1968년 중국 인민해방군 해군에 입대했다. 그는 다롄 해군사관학교, 인민해방군 해군지휘학원, 인민해방군 국방대학교에서 수학했다.
장은 1994년부터 1996년까지 저우산시 해군 기지 참모장을 지냈고, 1996년부터 1997년까지 부사령관을 지냈다. 그는 1997년 10월 다롄 해군사관학교 교장으로 임명되었고, 1998년 7월 해군소장 계급에 올랐다.
장은 2000년 7월 중국 인민해방군 해군 부참모장이 되었다. 2003년 6월에는 북해함대 사령관으로 승진했으며, 지난 군구 부사령관을 겸임했다. 1년 후 그는 해군 중장 계급을 수여받았다. 2006년 5월, 그는 중국 인민해방군 해군 부사령관으로 임명되었다. 그는 2011년 7월 현역에서 은퇴했다.